# 矢量网络分析仪
矢量网络分析仪是通过测量网络各个端口对频率/功率扫描测试信号的幅度与相位响应，从而测量器件网络特性的仪器，它结合了频谱分析，信号发生以及信号分离等各项技术，被誉为“仪器之王”，是射频微波领域必备的测试测量仪器，并且是诸多行业专用仪器的基础形态。
矢量网络分析仪产品可测量多端口矢量S参数，以及实施各档次的系统误差校准，是高度集成的射频微波仪器，应用于芯片测试，微波器件，材料科学，电子通信等基础性行业和领域。